# Charles Kahudi
Charles Lombahe Kahudi (Kinshasa, 19 luglio 1986) è un ex cestista della Repubblica Democratica del Congo con cittadinanza francese.
È il fratello maggiore di Henri Kahudi.

## Carriera
Con la Francia ha disputato i Giochi olimpici di Rio de Janeiro 2016, i Campionati mondiali del 2014 e tre edizioni dei Campionati europei (2011, 2013, 2015).

## Statistiche

### Eurolega
| Anno      | Squadra  | PG  | PT | MP   | TC%  | 3P%  | TL%  | RP  | AP  | PRP | SP  | PP  |
| --------- | -------- | --- | -- | ---- | ---- | ---- | ---- | --- | --- | --- | --- | --- |
| 2019-2020 | ASVEL    | 23  | 18 | 21,4 | 43,0 | 36,5 | 84,6 | 2,9 | 0,8 | 0,5 | 0,1 | 7,0 |
| 2020-2021 | ASVEL    | 31  | 16 | 21,2 | 41,7 | 39,4 | 90,6 | 2,4 | 0,9 | 0,8 | 0,1 | 5,6 |
| 2021-2022 | ASVEL    | 26  | 10 | 19,9 | 37,7 | 29,2 | 68,2 | 2,7 | 0,6 | 0,2 | 0,2 | 4,9 |
| 2022-2023 | ASVEL    | 29  | 12 | 18,8 | 41,1 | 35,1 | 89,5 | 2,5 | 0,4 | 0,4 | 0,1 | 6,2 |
| 2023-2024 | ASVEL    | 29  | 5  | 17,3 | 36,4 | 24,4 | 77,3 | 2,9 | 0,8 | 0,1 | 0,0 | 3,9 |
| 2024-2025 | ASVEL    | 14  | 2  | 12,2 | 44,4 | 27,8 | 90,0 | 1,2 | 0,1 | 0,1 | 0,1 | 3,3 |
| Carriera  | Carriera | 152 | 63 | 19,0 | 40,4 | 33,3 | 84,0 | 2,5 | 0,7 | 0,4 | 0,1 | 5,3 |

### Eurocup
| Anno      | Squadra  | PG | PT | MP   | TC%  | 3P%  | TL%  | RP  | AP  | PRP | SP  | PP   |
| --------- | -------- | -- | -- | ---- | ---- | ---- | ---- | --- | --- | --- | --- | ---- |
| 2009-2010 | Le Mans  | 12 | 0  | 15,0 | 34,3 | 40,0 | 87,5 | 2,5 | 0,6 | 0,3 | 0,2 | 2,9  |
| 2010-2011 | Le Mans  | 11 | 8  | 19,8 | 42,9 | 34,5 | 60,0 | 2,8 | 0,5 | 0,5 | 0,0 | 6,1  |
| 2011-2012 | Le Mans  | 5  | 5  | 26,2 | 27,6 | 22,2 | 100  | 4,2 | 1,6 | 1,2 | 0,0 | 4,8  |
| 2012-2013 | Le Mans  | 6  | 6  | 25,0 | 42,9 | 40,0 | 87,5 | 5,0 | 1,0 | 1,0 | 0,2 | 8,3  |
| 2013-2014 | Le Mans  | 10 | 6  | 25,3 | 38,2 | 26,1 | 84,2 | 4,2 | 1,3 | 0,5 | 0,6 | 6,4  |
| 2017-2018 | ASVEL    | 15 | 15 | 27,2 | 42,3 | 39,0 | 78,0 | 5,1 | 1,8 | 1,1 | 0,3 | 10,1 |
| 2018-2019 | ASVEL    | 16 | 12 | 24,7 | 45,5 | 34,5 | 80,5 | 4,4 | 0,9 | 0,6 | 0,3 | 10,2 |
| Carriera  | Carriera | 75 | 52 | 23,2 | 41,2 | 34,6 | 80,1 | 4,0 | 1,1 | 0,7 | 0,2 | 7,4  |

## Palmarès
- Campionato francese: 4

ASVEL: 2015-2016, 2018-2019, 2020-2021, 2021-2022
- Coppa di Francia: 2

ASVEL: 2018-2019, 2020-2021
- Leaders Cup: 2

Le Mans: 2014
ASVEL: 2023
- Match des Champions: 1

ASVEL: 2016